# Leleupiolus marmoratus
Genre
Espèce
Leleupiolus marmoratus, unique représentant du genre Leleupiolus, est une espèce d'opilions laniatores de la famille des Assamiidae.

## Distribution
Cette espèce est endémique du Kongo-Central au Congo-Kinshasa. Elle se rencontre sur le plateau de Langa.

## Description
Le mâle holotype mesure 3,5 mm.

## Étymologie
Ce genre est nommé en l'honneur de Narcisse Leleup.

## Publication originale
- Roewer, 1951 : « Einige in Höhlen und Termitenbauten gefundene Assamiidae (Opiliones) aus dem Belgischen Congo-Gebiet. » Revue de Zoologie et de Botanique Africaines, vol. 44, no 4, p. 321–327.